# Dong-gu, Ulsan
Dong-gu (hangul: 동구, Hanja: 東區), Östra distriktet,  är ett stadsdistrikt i staden och provinsen Ulsan  i den sydöstra delen av Sydkorea, 300 km sydost om huvudstaden Seoul.  Världens största skeppsvarv, tillhörande Hyundai Heavy Industries, ligger i Dong-gu.
Distriktet består av den östra delen av centrala Ulsan och delas administrativt in i nio stadsdelar: Bangeo-dong, Ilsan-dong, Hwajeong-dong, Daesong-dong, Jeonha 1-dong, Jeonha 2-dong, Nammok 1-dong, Nammok 2-dong och Nammok 3-dong.